# Laparrouquial
Laparrouquial är en kommun i departementet Tarn i regionen Occitanien i södra Frankrike. Kommunen ligger i kantonen Monestiés som tillhör arrondissementet Albi. År 2022 hade Laparrouquial 93 invånare.

## Befolkningsutveckling
Antalet invånare i kommunen Laparrouquial
| Referens: INSEE |